# 34152 Kendrazhang
34152 Kendrazhang este o planetă minoră (asteroid), cu un diametru de 5,4 km, din centura de asteroizi. A fost descoperită pe 24 august 2000 la Experimental Test Site⁠(d) de Lincoln Near-Earth Asteroid Research. 
Obiectul prezintă o orbită caracterizată de o semiaxă mare de 2,9851196 UAi, o excentricitate de 0,12, o înclinație de 2,67289 ° în raport cu ecliptica.